# АЭС Индиан-Пойнт
АЭС Индиан-Пойнт (англ. Indian Point Energy Center) — остановленная атомная электростанция на северо-востоке США.   
Станция расположена на восточном берегу реки Гудзон в округе Уэстчестер штата Нью-Йорк, в 40 километрах от города Нью-Йорк.

## Инциденты
В марте 2006 года, Нью-Йорк таймс сообщила об обнаружении в пробах грунтовых вод, взятых на территории АЭС, следов радиоактивных изотопов никеля и стронция. Источником загрязнения могли стать бассейны хранения отработавшего топлива, о неплотности которых было известно. Хотя имелась вероятность миграции этих веществ в реку Гудзон, их малая концентрация, по заверениям официальных лиц, не могла представлять угрозы для здоровья населения.

## Информация об энергоблоках
| Энергоблок     | Тип реакторов          | Мощность | Мощность | Начало строительства | Физпуск    | Подключение к сети | Ввод в эксплуатацию | Закрытие   |
| Энергоблок     | Тип реакторов          | Чистый   | Брутто   | Начало строительства | Физпуск    | Подключение к сети | Ввод в эксплуатацию | Закрытие   |
| -------------- | ---------------------- | -------- | -------- | -------------------- | ---------- | ------------------ | ------------------- | ---------- |
| Индиан-Пойнт-1 | PWR, PWR               | 257 МВт  | 277 МВт  | 01.05.1956           | 02.08.1962 | 16.09.1962         | 01.10.1962          | 31.10.1974 |
| Индиан-Пойнт-2 | PWR, W (4-loop) DRYAMB | 1020 МВт | 1067 МВт | 14.10.1966           | 22.05.1973 | 26.01.1973         | 01.08.1974          | 30.04.2020 |
| Индиан-Пойнт-3 | PWR, W (4-loop) DRYAMB | 1040 МВт | 1085 МВт | 01.11.1968           | 06.04.1976 | 27.04.1976         | 30.08.1976          | 30.04.2021 |